# Франкістська Іспанія
Франкістська Іспанія (ісп. España franquista), відома в Іспанії як Франкістська диктатура (ісп. dictadura franquista), офіційно Іспанська держава (ісп. Estado Español) — період в історії Іспанії між 1936 і 1975 роками, коли Іспанія знаходилася під управлінням диктаторського режиму Франсіско Франко.

## Історія
Правління режиму почалось 1 жовтня 1936, коли до влади в країні прийшли Франсіско Франко та Національний комітет оборони (частина іспанської армії, що повстала проти Республіки). Режим зміг закріпитися при владі після перемоги в громадянській війні в Іспанії коаліції повстанців Nacionales. Крім підтримки всередині країни, заколот Франко був підтриманий за кордону Королівством Італією і Третім Рейхом, в той час як Друга Іспанська республіка значною мірою спиралася на підтримку Радянського Союзу.
Після перемоги в громадянській війні в Іспанії націоналісти створили однопартійну авторитарну державу під фактично абсолютним керівництвом Франко. Друга світова війна почалася незабаром після цього, і, хоча Іспанія була офіційно нейтральною, вона послала свою Блакитну дивізію в СРСР в допомогу німцям, і її пронімецька позиція призвела до її ізоляції після поразки Держав Осі у війні. Ситуація змінилася з початком Холодної війни, на тлі якої сильна антикомуністична спрямованість Франко природним чином схилила його режим до вступу в союз із США.
Іспанія була оголошена королівством в 1947, але монарх не був оголошений. Франко надав собі право самому назвати ім'я людини, яка повинна бути королем, і навмисно затримував вибір з політичних міркувань. Вибір, нарешті, відбувся в 1969, коли майбутнім королем був оголошений Хуан Карлос де Бурбон як офіційний наступник Франко (який залишався довічним регентом).
Після смерті Франко 20 листопада 1975 Хуан Карлос став королем Іспанії. Він відразу ж почав процес переходу країни до демократії, що закінчився переходом Іспанії до конституційної монархії і парламентської демократії.